# Antoni Oliveres i Mata
Antoni Oliveres i Mata (Barcelona, 1820 - Madrid, 1903) fou un cantant i músic català.

## Biografia
Estudià solfeig amb al pare Ferreres, mestre d'escolania del convent de la Mercè, i amb el seu germà Pere, organista del convent dels Trinitaris descalços. Dels vuit als catorze anys cantà de tiple en les solemnitats religioses, i als deu començà estudiar piano i harmonia, aprenent més tard la flauta i el clarinet.
Dels quinze anys als vint-i-nou fou director d'orquestra, i el 1846 Rachelle li donà les primeres lliçons de cant, que completà a Madrid amb els professors Valldemosa, Luna, Oliva, Moroni i Reart. El 1849 guanyà per oposició la plaça de tenor de la Capilla Real, i cantà en els teatres del Circo (1849) i de la Zarzuela (1859).
Fou un dels primers fundadors de la "Sociedad Artísticomusical de Socorros Mutuos" i també fou soci de la d'"Escriptors i Artistes, de la ""Filarmónica", de Barcelona, i de l'Orfeó Lleidatà.